# El Présidenté
 (août 2025).
Abdoul Wahab Kaboré plus connu sous le nom de El Présidenté est un artiste comédien, humoriste burkinabè.

## Biographies

### Enfance, étude et début
Abdoul Wahab Kaboré, surnommé El Présidenté, est né en 1991 à Ouagadougou, au Burkina Faso. Depuis l'école primaire et au lycée, il participait à des sketches lors des journées culturelles. À l'université de Ouagadougou, où il poursuivait ses études, il a rejoint la troupe "Étoile de l'avenir". Quelques années plus tard, il a abandonné ses études pour se consacrer pleinement à sa carrière dans l'humour.

## Parcours professionnel
Il s'est fait connaître du grand public en 2016, après sa participation au Grand Prix National de l'Humour en 2015. À ce jour, il a présenté cinq one-man shows.

## One man show
- 2021 : Premier procès[2]
- 2023 : Quand je serai riche[3]

## Distinction
- 2018 : Ouistiti du meilleur imitateur[4].